# Fanuatapu
Fanuatapu  es una isla deshabitada, que consiste en un anillo de toba volcánica, situada en el extremo oriental de Upolu, en el país de Samoa en el Océano Pacífico. Es la más pequeña y la más oriental de las cuatro Islas Aleipata, con una superficie de 15 hectáreas (equivalentes a 0,15 kilómetros cuadrados), y cuenta con un Faro que funciona a través de un sistema automatizado.